# Miconia glaucescens
Miconia glaucescens är en tvåhjärtbladig växtart som beskrevs av José Jéronimo Triana. Miconia glaucescens ingår i släktet Miconia och familjen Melastomataceae. Inga underarter finns listade i Catalogue of Life.